# Atropacarus nemorosus
Atropacarus nemorosus är en kvalsterart som först beskrevs av Gordeeva 1991.  Atropacarus nemorosus ingår i släktet Atropacarus och familjen Phthiracaridae. Inga underarter finns listade.